# Costa (stripreeks)
Costa (Frans: Costa of Les baroudeurs sans frontières) is een Belgische stripreeks van Charles Jarry.

## Publicatiegeschiedenis
De strip debuteerde in 1979 in het stripblad Spirou/Robbedoes onder de titel Boy wat later Knokkers zonder grenzen werd. Vanaf 1988 verscheen het in het tijdschrift Tintin/Kuifje als Costa. Daar werd het na enkele verhalen stopgezet, waarna Jarry vanaf 1991 nog enkele verhalen zelf rechtstreeks uitgaf als stripalbum. Het laatste verhaal verscheen in 1993.

## Albums
Alle albums zijn geschreven en getekend door Charles Jarry.
| Nummer | Titel                                    | Uitgever                     |
| ------ | ---------------------------------------- | ---------------------------- |
| 1      | Purple junks                             | Le Lombard                   |
| 2      | Gabriella                                | Le Lombard                   |
| 3      | Bolivia coca                             | Le Lombard                   |
| 4      | Tusk connection                          | Synopsis network             |
| 5      | Urubu destiny                            | Synopsis network             |
| 6      | Het slachtoffer, the fafa da bahia story | Synopsis network, Le Lombard |